# Nguyễn Thân
Nguyễn Thân (chữ Hán: 阮紳, 1854–1914), biểu tự Thạch Trì (石池), là võ quan nhà Nguyễn dưới triều vua Đồng Khánh, từng phối hợp với thực dân Pháp đàn áp các cuộc khởi nghĩa trong phong trào Cần Vương. Ông được xem là cộng sự đắc lực của thực dân Pháp vào những năm cuối thế kỷ 19 tại Việt Nam, bị người Việt coi là Việt gian tiêu biểu trong giai đoạn lịch sử này.
Nguyễn Thân đã mang quân đánh dẹp thành công các phong trào kháng chiến chống Pháp của người Việt, giúp thực dân Pháp cai trị Việt Nam yên ổn trong nhiều năm. Nhờ những chiến công khi phục vụ cho Pháp, ông đã được trao nhiều huy chương danh giá của nước Pháp và làm Phụ chính đại thần. Ông cùng với Nguyễn Trọng Hợp là hai người nắm đại quyền trong triều đình An Nam lúc đó. Nguyễn Thân sau đó về hưu và chết bởi bệnh điên.

## Tiểu sử
Nguyễn Thân (1854–1914) có tên tự là Nho Bá, hiệu Thạch Trì, quê ở làng Thạch Trụ, huyện Mộ Đức, tỉnh Quảng Ngãi, là con trưởng của Nguyễn Tấn và là người con duy nhất của mẹ mình, bà Lê Thị Bình.  
Cha là Nguyễn Tấn, một võ quan triều Tự Đức, nhờ dùng mưu kế, thu phục được các sắc dân ở Đá Vách (Quảng Ngãi). Tương truyền Nguyễn Tấn ăn đường Phèn, người Đá Vách tưởng ông ăn đá cuội, nên tôn ông làm "thần tướng". Theo lời của Nguyễn Thân: Cha tôi làm tướng trông coi vùng núi Quảng Ngãi, Bình Định và Quảng Nam.
Cha mất năm Nguyễn Thân 17 tuổi, sau đó kế nhiệm chức của cha, các bộ tộc này lại nổi dậy, triều đình sai Nguyễn Thân đi đánh dẹp, biết ông là con của "thần tướng", họ lui quân. Lập được công, Nguyễn Thân trở nên nổi tiếng .

## Sự nghiệp
Đêm 22 rạng 23 tháng 4 âm lịch (tức 5-6 tháng 7 năm 1885), Tôn Thất Thuyết và Nguyễn Văn Tường, đem quân tấn công trại binh của Pháp ở đồn Mang Cá (Huế). Đến sáng thì đối phương phản công, quân Nguyễn thua, phải đưa vua Hàm Nghi chạy ra Quảng Trị. Ngay sau đó, nghĩa quân chiếm thành Bình Định, làm căn cứ kháng Pháp. Nguyễn Thân cũng có ý muốn chiếm tỉnh thành này, để làm nơi cát cứ, nhưng vì chậm chân hơn.
Đại thần Tôn Thất Thuyết dẫn theo vua Hàm Nghi để kêu gọi toàn dân đứng lên chống Pháp, toàn xứ Trung Kỳ rơi vào rối loạn và các cuộc nổi dậy nổ ra khắp nơi. Khi vua Hàm Nghi ban bố dụ Cần Vương, Nguyễn Thân tham gia Nghĩa hội Quảng Nam. Nhưng sau khi suy tính thiệt hơn, ông rời khỏi Nghĩa hội để phục vụ cho vua Đồng Khánh đang hợp tác với thực dân Pháp.
Năm 1885, vua Đồng Khánh sai Nguyễn Thân đem quân đàn áp cuộc khởi nghĩa ở Quảng Ngãi do Lê Trung Đình hay Cử Đình-Nguyễn Tự Tân hay Tú Tân chỉ huy với 2.000 lính triều đình. Nguyễn Thân chiếm lại được thành Quảng Ngãi, bắt giữ 14 người thủ lĩnh và chặt đầu tại trận.
Năm 1886, Nguyễn Thân tiến về Bình Định nhằm dập tắt cuộc khởi nghĩa ở Bình Định (1885-1187) do Mai Xuân Thưởng, Tăng Bạt Hổ và Bùi Điền lãnh đạo. Nguyễn Thân đã lập tại trật tự và tổ chức chính quyền tại tất cả các huyện. Kể từ đó, Nguyễn Thân trở thành một tướng lĩnh quan trọng của triều vua Đồng Khánh đồng thời là cộng sự đắc lực, rất được Pháp tin cậy.
Năm 1887, Nguyễn Thân Vào Quảng Nam đánh dẹp phong trào kháng Pháp của Trần Văn Dư, Nguyễn Duy Hiệu, Phan Bá Phiến. Thành công, được Pháp thưởng Bắc đẩu bội tinh ngũ hạng năm. Năm 1888: Được triều đình Huế cho lĩnh chức Binh bộ thượng thư, kiêm Tổng đốc Bình Định. Tại đây, Nguyễn Thân cho lính đàn áp các cuộc nổi dậy, được Pháp thưởng Bắc đẩu bội tinh tứ hạng.
Năm 1895: Lĩnh chức Khâm mạng tiết chế quân vụ, đem ba ngàn quân ra Hà Tĩnh lùng diệt cuộc khởi nghĩa do Phan Đình Phùng lãnh đạo.Trong một trận giao tranh ác liệt, Phan Đình Phùng bị thương nặng, rồi hy sinh vào ngày 28 tháng 12 năm 1895..Nhờ công lao này, Nguyễn Thân được cử làm phụ chính đại thần, và được phong tước Diên Lộc bá (延祿伯), sau thăng làm Diên Lộc Quận công (延祿郡公), huân chương Bắc đẩu bội binh hạng ba .
Phụ chính đại thần là những người chấp chính ở triều đình An Nam khi vua còn nhỏ, thời vua Thành Thái, có 3 vị phụ chính đại thần. Đệ nhất phụ chính là Tuy Lý Vương Miên Trinh, người không có thực quyền; Đệ nhị phụ chính là Nguyễn Trọng Hợp; Đệ tam phụ chính là Nguyễn Thân. Nguyễn Trọng Hợp và Nguyễn Thân là hai người nắm đại quyền trong triều đình.
Đương thời nhân dân nguyền rủa Nguyễn Thân không hết lời vì những hành động tàn bạo và việc làm tay sai cho Pháp của ông ta. Chính Nguyễn Thân đã tự kể công với Pháp trong bức thư gửi cho Toàn quyền Paul Doumer:
"Lúc ấy (1886) tôi ra Quảng Nam đánh đám giặc Văn thân là Hường Hiệu chống cự với nhà nước Bảo hộ bấy lâu... tôi bắt được 25 tên phó tướng, Hường Hiệu trốn thoát, chạy vô núi Ngũ Hành, sau tôi cũng bắt sống được bỏ vô trong cũi mà giải về Huế.
Thưởng đền tấm lòng tận trung của tôi đối với nước Pháp, chính phủ cộng hòa lúc bấy giờ ban tặng Bắc đẩu bội tinh ngũ hạng cho tôi.
Cách đó ít lâu, tỉnh Bình Định lại có loạn dấy lên nữa, nhà nước sai tôi đi tiễu phỉ lần thứ nhì, tôi dẹp được giặc giã, tỉnh này yên hẳn từ đó. Nhân việc đánh giặc thành công, quan Toàn quyền Picquet và quan Khâm sứ Hector tư xin chánh phủ cộng hòa ban thưởng cho tôi Bắc đẩu bội tinh tứ hạng...
Về sau tôi được chỉ triệu về Huế, lãnh chức Binh bộ Thượng thư. Quan Toàn quyền De Lanesan thương thuyết với trào đình khâm phái tôi vô làm tổng thống tỉnh Bình Định. Rồi đó tôi được phong chức Khâm sai đại thần đem quân ra đánh dẹp Văn thân Nghệ Tĩnh. Vì có quan Toàn quyền Rousseau và Khâm sứ Brière nói với triều đình, nên chỉ tôi được lãnh cái trọng trách ấy. Sở dĩ tôi phụng mạng đem quân ra Nghệ Tĩnh là cốt để tróc nã tướng giặc Văn thân Phan Đình Phùng khởi loạn ở hai tỉnh Nghệ An và Hà Tĩnh đã 10 năm, mặc dầu nhà nước đã ra sức đánh dẹp mãi mà không được.
(…) Nhân tôi có công lao như thế, chánh phủ cộng hòa thưởng cho tôi Bắc đẩu bội tinh tam hạng và đức hoàng đế vời tôi về kinh làm phụ chính đại thần".
Năm 1902, Nguyễn Thân vì việc tranh chấp quyền lực và bổng lộc với Hoàng Cao Khải bị bãi chức, buộc trong vòng 24 tiếng đồng hồ phải dọn ra khỏi cung.

## Cái chết
Nguyễn Thân rời kinh về nghỉ hưu. Ngày 18 tháng 9 năm 1914 tức tháng 7 năm Giáp Dần, Nguyễn Thân chết trong bệnh viện ở Kinh, tạm quàn quan tài ở sảnh đường bộ Binh. Vua rất thương tiếc, chuẩn cho gia hàm Thái phó, cùng ban tế cấp tuất, hộ tống đều rất ưu hậu.
Khi hay tin Nguyễn Thân qua đời, triều đình nhà Nguyễn liền cử Tiến sĩ Phạm Tuấn viết câu đối để viếng Nguyễn Thân. Ngẫm nghĩ thấy Nguyễn Thân là kẻ tay sai, phản bội, gây nhiều tội ác với nước, với dân, Phạm Tuấn liền viết hai câu đối đầy mỉa mai, thâm thúy: 
“Sinh ông, tử như ông, sinh tử như ông bất
Công cái thế, danh cái thế, công danh cái thế vô”.
Nghĩa là: 
“Sống như ông, chết như ông, sống chết như ông không ai có
Công nhất đời, danh nhất đời, công danh nhất đời rõ không”.
Hai câu đối của ông được triều đình cho thêu bằng chữ vàng trên tấm liễn được các quan đại thần mang tới phúng viếng. Từ nước Pháp nhận được tin cha mất, Nguyễn Hy là con trai Nguyễn Thân bay về nhưng tang sự của cha đã xong, chỉ còn nghe thiên hạ bàn tán về hai câu đối của kinh đô viếng cha mình. Đọc đi, đọc lại hai câu triều đình Huế dành tặng cha, thấy có điều gì không bình thường về các câu đối ấy, Nguyễn Hy quyết tâm tìm hiểu và biết được tác giả chính là tiến sĩ Phạm Tuấn, quan giáo lễ rất căm ghét cha mình, liền dâng đơn khởi kiện cho rằng Phạm Tuấn đã lăng mạ, xúc phạm cha mình, đề nghị công đường trị tội. 
Hôm xử án, vị quan xét xử đặt lên bàn tấm liễn có hai câu đối viếng Nguyễn Thân, hỏi: “Nguyên cớ chi ông lại chơi khăm ông Nguyễn Thân?”, Phạm Tuấn mỉm cười, bình thản trả lời: “Các ông hãy xem hai câu đối ấy ai là người viếng? Rõ ràng là triều đình phúng điếu chứ tôi đây có can dự chi mô. Chữ thêu hai câu đối còn rành rành ra đó chứ mất đi đâu. Ai kiện thì cứ đi kiện triều đình còn tôi chẳng dính dáng chi ở đây cả”.
Dù quan xét xử hiểu hàm ý thâm sâu của hai câu đối viếng Nguyễn Thân, muốn bênh vực cho Nguyễn Hy nhưng trước sự tự bào chữa cho mình đầy lý lẽ thuyết phục, được nhiều người vỗ tay đồng tình nên đành hạ giọng. Dù rất muốn bênh vực gia đình Nguyễn Thân nhưng trước lý lẽ cứng cựa của ông, quan cũng đành bó tay. Còn gia đình Nguyễn Thân rất hậm hực nhưng cũng phải chịu thua.

## Tự khắc bia đá ghi công
Trong sách Phan Đình Phùng của Đào Trinh Nhất, có một đoạn sử liệu như sau:
Phan Đình Phùng chết, nghĩa binh tự tan. Nguyễn Thân tự cho cái kết quả ấy là công trạng của mình, mặc dù từ khi kéo đại binh ra, không hề giáp trận với nghĩa binh của ông Phan lần nào. Ông ta cho làm một lá cờ bằng lụa đỏ thật lớn: "Tặc Phùng bố tử", nghĩa là "tên giặc Phùng sợ quá chết rồi", và sai lính vác lá cờ ấy, cưỡi ngựa lưu tinh chạy đêm ngày về kinh báo tiệp. Hơn thế nữa, Nguyễn Thân còn sai Tuần phủ Đinh Nho Quang soạn gắp bài văn bia, cho khắc vào đá, dựng trên Tùng Sơn:
Vệ giang chi anh,
Thạch trụ chi kinh.
Thế xuất tuấn kiệt,
Vị xã tắc sanh.
Tây bình hữu tử,
Đẩu nam đại danh.
Hồng Lam thiên cổ,
Bi kê tranh tranh."
(Dịch nghĩa: Đại ý nói khí thiêng sông núi Vệ Giang, Thạch Trụ, (quê hương của Nguyễn Thân) chung đúc ra người anh tài, cha truyền con nối, vì giang sơn xã tắc mà đẻ ra để giúp giang sơn xã tắc. Cha trước đã anh hùng, giờ tới con cũng lập nên công nghiệp lớn (chỉ việc đánh dẹp Phan Đình Phùng), bia đá chép công, rạng tỏ đất Hồng Lam đến muôn đời.)
Chỉ ba năm sau, bia đá ấy bị sét đánh bể ra làm mấy mảnh, rồi thì cỏ mọc rêu phong, ruồi bâu, chuột ở; ít lâu sau người Pháp lại phá trái núi ấy đi, thành ra tấm bia mất tích, không còn ai nhìn biết hồi trước nó ở chỗ nào nữa...
Nguyễn Thân bán nước, theo giặc giết dân, đã không biết tự thẹn còn kiêu căng lập bia khoe khoang, chẳng bao lâu thì chính tấm bia đó bị Trời đánh vỡ, mảnh vỡ lại bị chính quan thầy Pháp ném mất. Người yêu nước đương thời biết chuyện "quả báo nhãn tiền" này thì đều vui mừng hả dạ.

## Nhận xét
Nghĩa hội Quảng Nam do Nguyễn Duy Hiệu và Phan Bá Phiến tổ chức. Sau đó Nguyễn Thân dẫn quân triều đình nhà Nguyễn cùng quân Pháp đánh tan tác Nghĩa hội, làm cho Nguyễn Duy Hiệu bị xử tử và Phan Bá Phiến phải tự vẫn để giữ tròn khí tiết. Kể lại chuyện này, nhà chí sĩ Phan Bội Châu viết:
Nguyễn Thân, người Quảng Ngãi, trước cũng dự tên Nghĩa hội, sau phản Nghĩa hội theo Pháp... Đây là tay đầu sỏ nhất trong bọn nô lệ Pháp...(dù) Hiệu, Phiến ở đâu, tất nó hết sức dò la cho ra...
Ở trang nói về công cuộc kháng chiến chống Pháp của Lê Trung Đình và Trần Du, Phan Bội Châu cũng đã phê phán rằng:
Hai ông đều là người Quảng Ngãi, đồng hương với Nguyễn Thân. Thế mà đồng chủng lại không yêu đồng chủng cũng đã là nhẫn tâm, nay lại vác dao cầm giáo vì bọn dị chủng mà giết cho hết đồng chủng của mình mới thôi, thì nhẫn tâm biết chừng nào! 
Về việc Nguyễn Thân phát điên mà chết, có người làm thơ cho đó là sự báo ứng thích đáng của Trời dành cho kẻ bán nước, làm tay sai cho giặc:
Nguyễn Thân theo giặc, kẻ tanh hôi!
Bán nước cầu vinh, hại giống nòi!
Lồng lộng lưới Trời, sao tránh khỏi
Muôn đời tiếng xấu, nhuốc nhơ thôi!
Trước 1975, trong Việt Nam cách mạng cận sử của Phạm Văn Sơn cũng có đoạn:
Nguyễn Thân là người hung ác, hiểm độc lắm và hay giết người. Trong lúc dùng binh, ông giết người ta không biết bao nhiêu mà kể. sau về hưu trí ở làng Thu Xà bị bệnh điên cuồng mà chết. Người ta nói ông bị những oan qủy báo oán. Và tòa nhà lộng lẫy của ông lập ngay trên một trái núi con ở Thu Xà, người ta cũng đồn cái nhà ấy nhiều ma, cho nên khi ông chết đi rồi thì nhà bị bỏ hoang...
Paul Doumer, toàn quyền thực dân Pháp ở Đông Dương ca ngợi sự phục vụ của Nguyễn Thân như sau: Ngay từ phút ban đầu, ông ấy đã có được sự tín nhiệm của tôi. Tôi hoàn toàn tin tưởng, vì An Nam giờ đã ở trong tình hình khác hẳn với thời kỳ trước đó và không có cuộc nổi loạn nào nữa. Nguyễn Thân đã cống hiến cho cả đất nước mình và nước Pháp.
Một chí sĩ người Việt yêu nước đương thời từng nhận xét:
“Phàm người Việt mà đi làm tôi tớ cho người Pháp đều là bọn tham bỉ mất lương tâm, quỳ lạy giống khác, xẻo thịt đồng bào, không bằng cầm thú… Hai người ấy (Hoàng Cao Khải và Nguyễn Thân) đành bỏ tất cả liêm sỉ danh tiết một người đời, đem hết tâm huyết tài lực giết hại đồng bào để cầu được công với người Pháp, chẳng qua là chỉ thèm thuồng ba chữ “có quyền thế” đó thôi…”
Dân gian còn lưu truyền “công trạng” của Nguyễn Thân bằng những câu ca dao: 
Hỏi ai bán nước buôn dân
Ấy Hoàng Cao Khải, Nguyễn Thân một phường
Hoàng Cao nhục nhã đã xong
Nguyễn Thân đâu cũng vào vòng khuyển nô
Lại cùng Tây tặc mưu mô
Người Nam lại phá cơ đồ nước Nam!

### Sách tham khảo
- Phan Bội Châu, Việt Nam vong quốc sử. Nhà xuất bản Khoa học xã hội, 2004
- Nguyễn Q. Thắng và Nguyễn Bá Thế, Từ điển nhân vật lịch sử Việt Nam. Nhà xuất bản Khoa học xã hội, 1992.
- Phạm Văn Sơn, Việt Nam cách mạng cận sử, Sài Gòn, 1963.
- Xứ Đông Dương, Tác giả Paul Doumer, Nhà xuất bản thế giới, 2016.
- Việt Nam sử lược, Tác giả Trần Trọng Kim, Nhà xuất bản Bộ giáo dục trung tâm học liệu xuất bản.